# It Is Forbidden: At the Ann Arbor Blues & Jazz Festival in Exile 1974
It Is Forbidden: At the Ann Arbor Blues & Jazz Festival in Exile 1974 (Alternativtitel At the Ann Arbor Blues & Jazz Festival in Exile 1974 - It Is Forbidden) ist ein Jazzalbum von Sun Ra and His Intergalactic Arkestra. Die am 6. September 1974 auf dem Ann Arbor Blues and Jazz Festival entstandenen Aufnahmen erschienen am 12. Juni 2001 als LP und CD auf dem Label Total Energy. 2011 wurden die Aufnahmen von Art Yard/Strut wiederveröffentlicht auf der Doppel-CD Wake Up Angels (Live at the Ann Arbor Blues & Jazz Festival 1972–73–74).

## Hintergrund
Nachdem 1972 ein regelmäßiger Auftrittsort des Sun Ra Arkestra, der New Yorker Club Slug’s Saloon, seine Pforten schloss, ging Sun Ra mit seinem Orchester wieder häufiger auf Tourneen; 1972 traten sie erstmals auf dem Ann Arbor Jazz & Blues Festival auf; das Konzert ist auf dem Livealbum Life Is Splendid (Total Energy, ed. 1999) dokumentiert; der Auftritt 1973 auf Outer Space Employment Agency (Total Energy, ed. 1999). Im September 1974 sollte das Ann Arbor Jazz & Blues Festival erneut in Ann Arbor stattfinden, doch die US-Behörden weigerten sich, die Veranstaltung zu genehmigen; die Veranstalter entschieden sich für einen Umzug des Festivals nach Kanada. Sun Ras Gastspiel – einen Monat nach den Aufnahmen zu The Antique Blacks – auf dem „Ann Arbor Blues & Jazz Festival in Exile“ fand dann im Amphitheater des St. Claire College in Windsor, Ontario, einer kanadischen Stadt südlich von Detroit, statt.
Dort versuchte die Polizei, den Marihuanahandel zu unterbieten. Sun Ra & the Arkestra folgten auf James Brown; sie betraten nach einer Einführung durch Robert Bass vom Sender WJZZ-FM die Festivalbühne und begeisterten den Saal mit ihrem Auftritt. Auf eine lange Passage mit einleitender Musik, die von Sun Ra und seinem Ensemble improvisiert wurde, folgte ein nahtloses Programm mit einigen der größten Hits des Arkestra. Die Mehrspur-Masterbänder des Auftritts behielt Tontechniker Chuck Buchanan ein, als er für seine Arbeit nicht bezahlt wurde. Sie sind nicht mehr auffindbar. Hingegen wurde das Kassettenband, das während des Auftritts vom Mischpult aufgenommen wurde, für die späteren Aufnahmen verwendet.

## Titelliste
- Sun Ra: It Is Forbidden: Live at the Ann Arbor Jazz & Blues Festival (Total Energy NER 3029)

1. Announcement by Robert Bass
2. Introductory Music
3. Discipline 27
4. Love in Outer Space
5. The Shadow World
6. Space Is the Place
7. Second Stop from Jupiter
8. (Medley:) Discipline 27-11 / What Planet Is This?
9. Images
10. It Is Forbidden
11. Watusi
12. Sun Ra and His Band from Outer Space

Die Kompositionen stammen von Sun Ra.
Die Angaben der Titelliste erfolgten nach Tom Lords Jazz Discography und Omniverse Sun Ra. Sie erfasst die Titel, die gespielt wurden. Auf dem ursprünglichen Tonträger bei Total Energy gibt es allerdings keine Unterteilungen, sondern nur einen einzigen Track.

## Rezeption
Nach Ansicht von Richard Cook und Brian Morton, die das Album in The Penguin Guide to Jazz mit drei Sternen auszeichneten, ist dies letztendlich eine Art „offizielles Bootleg“-Album, da die Originalbänder als verschollen gelten. Trotz der klanglichen Einschränkungen sei die Musik großartig und enthalte einige der bekanntesten Themen Sun Ras wie „Love in Outer Space“, entstanden in einer nahtlos aufeinander folgenden und nur scheinbar chaotischen Performance. Die Solisten seien alle in guter, wenn auch skurriler Form gewesen.
Ralph Heibutzki verlieh dem Album in Allmusic vier Sterne und schrieb, trotz einiger Widrigkeiten im Vorfeld entpuppe sich diese kompakte Darbietung als triumphale Präsentation von Sun Ras „größten Hits“, wenn ein solcher Begriff auf seine schwindelerregende Mischung aus intergalaktischer Kosmologie und unerbittlicher experimenteller Vision zutreffe. Während die meisten Jazzbands an definierten musikalischen Rollen festhielten, habe Ra solche Vorstellungen beiseite geworfen. Jedes Instrument könnte die Führung übernehmen, seien es die stark verhallten Drums von Clifford Jarvis oder die durchweg feurige Arbeit von Danny Davis und Marshall Allen, die weithin als Sun Ras schärfste Holzbläser gelten. Dennoch sei die Band so diszipliniert, dass ein Titel in den anderen übergehe.